# Fokker F.XXII
Die Fokker F.XXII (später inoffiziell auch als Fokker F.22 bezeichnet) war ein viermotoriges Verkehrsflugzeug des niederländischen Herstellers Fokker. Insgesamt wurden nur vier Exemplare dieses Typs gefertigt, der zur Beförderung von 22 Passagieren ausgelegt war.

## Geschichte
Anfang der 1930er-Jahre gab die Fluggesellschaft Koninklijke Luchtvaart Maatschappij (KLM) bekannt, dass sie ein neues Langstreckenflugzeug für ihre Route von Amsterdam nach Batavia (Jakarta) benötigte. Fokker begann daraufhin mit der Entwicklung eines viermotorigen Flugzeugs, das für 32 Passagiere und vier Besatzungsmitglieder ausgelegt war. Dieser als Fokker F.XXXVI bezeichnete Typ absolvierte am 22. Juni 1934 seinen Erstflug. KLM hatte Fokker ursprünglich eine Bestellung von sechs F.XXXVI in Aussicht gestellt, sich jedoch zwischenzeitlich für leistungsstärkere Ganzmetallflugzeuge des Typs Douglas DC-2 entschieden, so dass die Gesellschaft nur den Prototyp abnahm. Die schwedische AB Aerotransport zeigte Interesse an der F.XXXVI, entschied sich aber gegen einen Kauf, weil sie für ihre Bedürfnisse zu groß war.
Nach dem Verlust des KLM-Auftrags modifizierte Fokker den Entwurf der F.XXXVI zur kleineren Version F.XXII, die für Strecken innerhalb Europas gedacht war und Platz für 22 Passagiere bot. Der Prototyp machte Anfang 1935 seinen Erstflug und wurde im März 1935 von KLM übernommen (Kennzeichen: PH-AJP, Taufname: „Papegaai“). Im selben Monat erhielt die schwedische AB Aerotransport das erste Serienflugzeug (SE-ABA, Taufname: „Lappland“). Je eine weitere Maschine lieferte Fokker am 25. April (PH-AJQ, Taufname: „Kwikstaart“) und im Mai 1935 (PH-AJR, Taufname: „Roerdomp“) an KLM aus. Am 14. Juli 1935 verunglückte die „Kwikstaart“ (PH-AJQ) nach dem Start vom Flughafen Schiphol. Die von AB Aerotransport betriebene „Lappland“ kollidierte am 9. Juni 1936 beim Versuch einer Notlandung in Malmö mit einem Gebäude, nachdem drei Motoren ausgefallen waren. Ihre zwei verbliebenen F.XXII setzte KLM bis Mitte 1939 im Linienverkehr ein.
Die Fluggesellschaft British American Air Services erwarb im August 1939 die „Roerdomp“ (PH-AJR), welche das britische Kennzeichen G-AXFR bekam. Die „Papegaai“ (PH-AJP) wurde einen Monat später von KLM an das Unternehmen Scottish Aviation verkauft und als G-AFZP in Großbritannien registriert. Im Oktober 1941 requirierte die Royal Air Force beide Maschinen als Schulungs- und Transportflugzeuge. Sie erhielten die militärischen Kennzeichen HM159 und HM160. Am 3. Juli 1943 stürzte die HM160 (ehemals PH-AJR) wegen eines Feuers an Bord nahe der schottischen Halbinsel Kintyre in den Loch Tarbert. Nach Ende des Zweiten Weltkriegs bekam Scottish Aviation die HM159 (ehemals PH-AJP) zurück. Das Flugzeug erhielt im Jahr 1946 wieder das zivile Kennzeichen G-AFZP und wurde im Anschluss von der auf dem Flughafen Prestwick beheimateten Scottish Airlines, einer zeitgleich gegründeten Tochtergesellschaft von Scottish Aviation, bis zum Jahresende 1947 im Linienflugverkehr zwischen Prestwick und Belfast betrieben.

## Konstruktion
Die Fokker F.XXII war ein freitragender Schulterdecker. Sie besaß ein starres Hauptfahrwerk mit Hecksporn und wurde von vier Neunzylinder-Sternmotoren des Typs Pratt & Whitney Wasp T1D1 angetrieben. Die Motoren leisteten je 373 kW (500 PS) und waren an der Vorderkante beider Tragflächen montiert. Der Rumpf bestand aus einer geschweißten Stahlrohrkonstruktion. Die Flugzeugnase und das Cockpit hatten eine Beplankung aus Sperrholz, die sonstigen Rumpfabschnitte sowie das Leitwerk lediglich eine Stoffbespannung. Die klimatisierte und schallisolierte Kabine besaß eine hölzerne Innenverkleidung. Die Tragflächen, in denen die Treibstofftanks lagen, waren einschließlich der Flügelholme und Innenstreben aus Holz gefertigt.

## Technische Daten
| Kenngröße             | Daten                                                                                         |
| --------------------- | --------------------------------------------------------------------------------------------- |
| Besatzung             | 4                                                                                             |
| Passagiere            | 22                                                                                            |
| Länge                 | 21,52 m                                                                                       |
| Spannweite            | 30,00 m                                                                                       |
| Höhe                  | 4,60 m                                                                                        |
| Flügelfläche          | 130 m²                                                                                        |
| Flügelstreckung       | 6,9                                                                                           |
| Leermasse             | 8100 kg                                                                                       |
| max. Startmasse       | 13.000 kg                                                                                     |
| Reisegeschwindigkeit  | 215 km/h                                                                                      |
| Höchstgeschwindigkeit | 285 km/h                                                                                      |
| Reichweite            | 1350 km                                                                                       |
| Dienstgipfelhöhe      | 4900 m                                                                                        |
| Triebwerke            | vier Neunzylinder-Sternmotoren des Typs Pratt & Whitney Wasp T1D1 mit jeweils 373 kW (500 PS) |